# Mleczówka
Mleczówka [pronunciación en polaco: /mlɛˈt͡ʂufka/] es una aldea ubicada en el distrito administrativo de Gmina Lubowidz, dentro del condado de Żuromin, Voivodato de Mazovia, en el centro-este de Polonia. Se encuentra a unos 13 kilómetros al oeste de Lubowidz, a 17 kilómetros al oeste de Żuromin, y a 134 kilómetros al noroeste de Varsovia.